# Griffen
Griffen è un comune austriaco di 3 517 abitanti nel distretto di Völkermarkt, in Carinzia; ha lo status di comune mercato (Marktgemeinde). Nel 1858 ha inglobato i comuni soppressi di Haberberg e Kaunz, nel 1869 inglobò il comune di Ruden (tornato autonomo nel 1876) e nel 1973 ha inglobato le frazioni di Pustritz e Wölfnitz.